# GH Весов
GH Весов (лат. GH Librae) — двойная затменная переменная звезда типа Алголя (EA) в созвездии Весов на расстоянии (вычисленном из значения параллакса) приблизительно 48972 световых лет (около 15015 парсеков) от Солнца. Видимая звёздная величина звезды — от +13,4m до +12,5m.

## Характеристики
Первый компонент — оранжевая звезда спектрального класса K. Эффективная температура — около 4499 К.